# Hynerpeton bassetti
Hynerpeton bassetti è un vertebrato estinto simile a un anfibio, vissuto nel Devoniano superiore (circa 360 milioni di anni fa). I suoi resti sono stati ritrovati in Pennsylvania.

## Il primo tetrapode americano
Come molti altri tetrapodi primitivi, l'hynerpeton è spesso considerato un “anfibio”, anche se non appartiene propriamente a questa classe. Durante il tardo Devoniano vi fu la comparsa dei primi alberi, che ben presto ricoprirono la terraferma di vaste foreste che liberavano ossigeno nell'aria. Hynerpeton e i suoi parenti, come Ichthyostega, sfruttarono questo fattore, sviluppando polmoni che consistevano probabilmente in strutture simili a quelle degli odierni vertebrati terrestri. Dell'inerpeton sono note solo poche ossa, tra cui due cinti scapolari, due mandibole, un osso jugale e alcune costole ventrali (gastralia). La struttura delle scapole indica che questo animale potrebbe essere stato uno dei primi tetrapodi a essersi evoluto durante il Devoniano. Studi su questo animale sono stati compiuti da Jennifer A. Clack nel suo Gaining Ground The Origin and Evolution of Tetrapods.
Nello stesso giacimento in cui sono stati ritrovati i fossili di questo primitivo tetrapode sono stati rinvenuti anche i resti di un enorme pesce crossopterigio, denominato Hyneria lindae. Lungo anche tre metri, questo pesce probabilmente predava Hynerpeton nei laghi e negli estuari nordamericani del Devoniano superiore.